# George Petty
George Brown Petty IV (Abbeville, 27 aprile 1894 – San Pedro, 21 luglio 1975) è stato un illustratore statunitense.

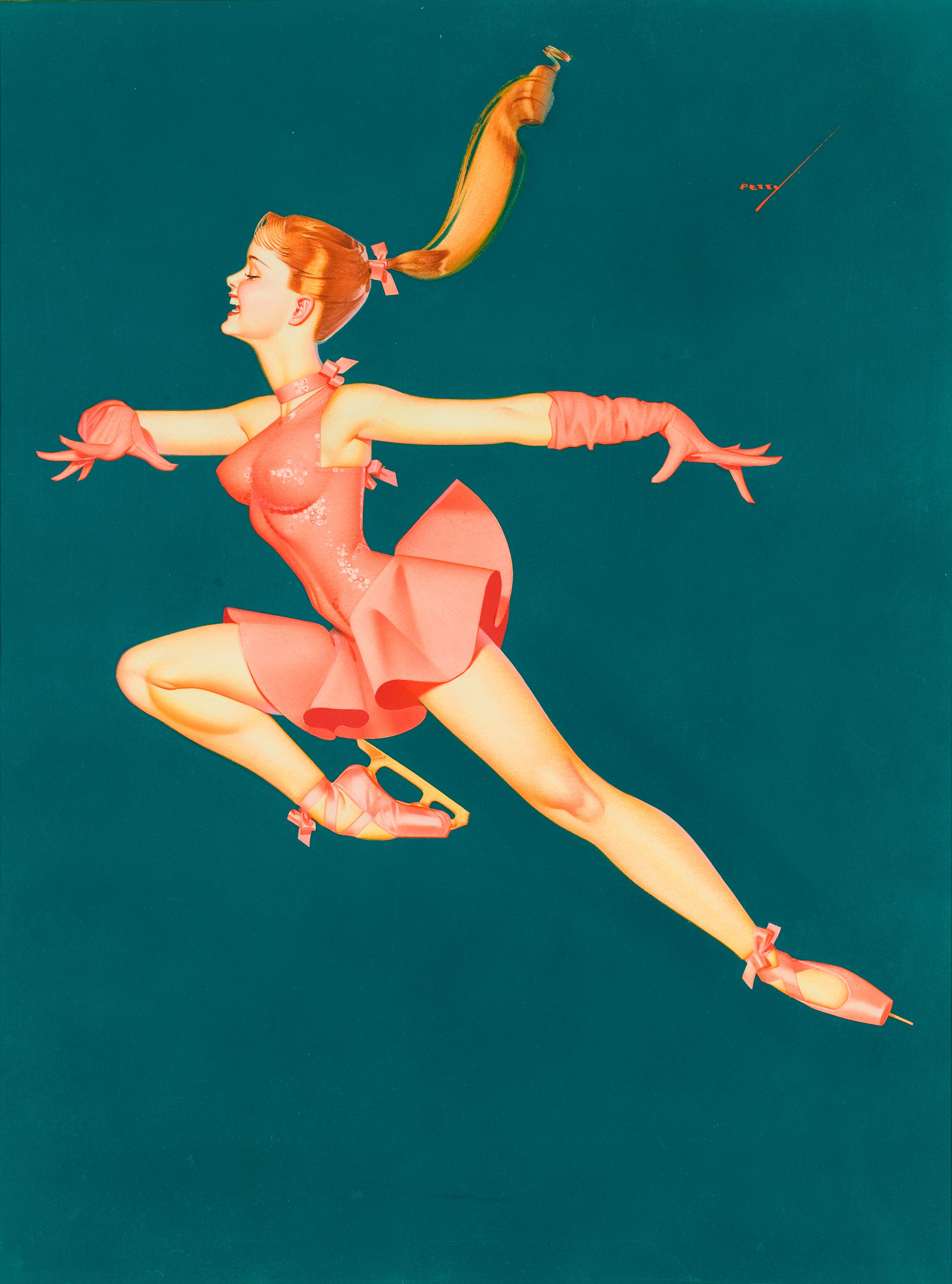
La ballerina (1965)

Noto per la sua predilezione per soggetti pin-up, tra le sue principali collaborazioni figura quella con la rivista Esquire che oltre a pubblicarne le illustrazioni mise in commercio diversi suoi calendari. Alcune riproduzioni delle sue opere vennero riadattate per decorare gli aerei da guerra durante la seconda guerra mondiale, incluso il Memphis Belle. I suoi personaggi femminili divennero noti come "Petty Girls".

## Biografia
Nato ad Abbeville, in Louisiana, poco prima dell'inizio del ventesimo secolo si trasferì a Chicago con la sua famiglia, città in cui suo padre George Brown Petty III ottenne un considerevole successo come fotografo. George Petty manifestò la sua vena artistica fin da giovane. Dopo le scuole superiori studiò arte all'Académie Julian fino al 1916, anno in cui dopo lo scoppio della prima guerra mondiale i cittadini statunitensi vennero invitati a rientrare in patria. Tornato a Chicago cominciò a lavorare facendo ritocchi con l'aerografo, divenne un artista freelance disegnando pin-up e copertine per la rivista The Household.
Raggiunse la notorietà grazie alla serie di illustrazioni di pin-up (le "Petty Girls") pubblicate su Esquire dall'autunno del 1933 fino al 1956.